# Új-Zéland a 2011-es úszó-világbajnokságon
Új-Zéland a 2011-es úszó-világbajnokságon 27 sportolóval vett részt.

## Hosszútávúszás
Férfi
| Versenyző    | Esemény                            | Döntő   | Döntő    |
| Versenyző    | Esemény                            | Idő     | Helyezés |
| ------------ | ---------------------------------- | ------- | -------- |
| Kane Radford | Férfi 5 kilométeres hosszútávúszás | 56:45.7 | 27       |

Női
| Versenyző  | Esemény                           | Döntő     | Döntő    |
| Versenyző  | Esemény                           | Idő       | Helyezés |
| ---------- | --------------------------------- | --------- | -------- |
| Cara Baker | Női 5 kilométeres hosszútávúszás  | 1:00:47.3 | 9        |
| Cara Baker | Női 10 kilométeres hosszútávúszás | 2:02:34.0 | 22       |

## Úszás
Férfi
| Versenyző            | Esemény                        | Selejtezők | Selejtezők | Elődöntők         | Elődöntők         | Döntő             | Döntő             |
| Versenyző            | Esemény                        | Idő        | Helyezés   | Idő               | Helyezés          | Idő               | Helyezés          |
| -------------------- | ------------------------------ | ---------- | ---------- | ----------------- | ----------------- | ----------------- | ----------------- |
| Matthew Stanley      | Férfi 200 méteres gyorsúszás   | 1:48.93    | 23         | Nem jutott tovább | Nem jutott tovább | Nem jutott tovább | Nem jutott tovább |
| Dylan Dunlop-Barrett | Férfi 400 méteres gyorsúszás   | 3:56.04    | 30         |                   |                   | Nem jutott tovább | Nem jutott tovább |
| Dylan Dunlop-Barrett | Férfi 800 méteres gyorsúszás   | 8:13.06    | 34         |                   |                   | Nem jutott tovább | Nem jutott tovább |
| Gareth Kean          | Férfi 100 méteres hátúszás     | 53.89      | 7 Q        | 53.69             | 8 Q               | 53.50             | 8                 |
| Gareth Kean          | Férfi 200 méteres hátúszás     | 2:00.74    | 24         | Nem jutott tovább | Nem jutott tovább | Nem jutott tovább | Nem jutott tovább |
| Daniel Bell          | Férfi 50 méteres hátúszás      | 25.91      | 22         | Nem jutott tovább | Nem jutott tovább | Nem jutott tovább | Nem jutott tovább |
| Daniel Bell          | Férfi 100 méteres hátúszás     | 54.75      | 23         | Nem jutott tovább | Nem jutott tovább | Nem jutott tovább | Nem jutott tovább |
| Daniel Bell          | Férfi 50 méteres pillangóúszás | 24.43      | 30         | Nem jutott tovább | Nem jutott tovább | Nem jutott tovább | Nem jutott tovább |
| Glenn Snyders        | Férfi 50 méteres mellúszás     | 27.52      | 6 Q        | 27.64             | 9                 | Nem jutott tovább | Nem jutott tovább |
| Glenn Snyders        | Férfi 100 méteres mellúszás    | 59.94      | 2 Q        | 1:00.59           | 13                | Nem jutott tovább | Nem jutott tovább |
| Glenn Snyders        | Férfi 200 méteres mellúszás    | 2:12.38    | 10 Q       | 2:11.68           | 10                | Nem jutott tovább | Nem jutott tovább |

Női
| Versenyző                                                         | Esemény                        | Selejtezők | Selejtezők | Elődöntők         | Elődöntők         | Döntő               | Döntő               |
| Versenyző                                                         | Esemény                        | Idő        | Helyezés   | Idő               | Helyezés          | Idő                 | Helyezés            |
| ----------------------------------------------------------------- | ------------------------------ | ---------- | ---------- | ----------------- | ----------------- | ------------------- | ------------------- |
| Natasha Hind                                                      | Női 100 méteres gyorsúszás     | 55.72      | 28         | Nem jutott tovább | Nem jutott tovább | Nem jutott tovább   | Nem jutott tovább   |
| Lauren Boyle                                                      | Női 200 méteres gyorsúszás     | 1:57.72    | 8 Q        | 1:58.09           | 12                | Nem jutott tovább   | Nem jutott tovább   |
| Lauren Boyle                                                      | Női 400 méteres gyorsúszás     | 4:05.86    | 3 Q        |                   |                   | 4:06.11             | 6                   |
| Lauren Boyle                                                      | Női 800 méteres gyorsúszás     | 8:28.50    | 7 Q        |                   |                   | 8:32.72             | 8                   |
| Sophia Batchelor                                                  | Női 50 méteres hátúszás        | 29.90      | 41         | Nem jutott tovább | Nem jutott tovább | Nem jutott tovább   | Nem jutott tovább   |
| Sophia Batchelor                                                  | Női 100 méteres pillangóúszás  | 1:01.92    | 39         | Nem jutott tovább | Nem jutott tovább | Nem jutott tovább   | Nem jutott tovább   |
| Sophia Batchelor                                                  | Női 200 méteres hátúszás       | 2:17.06    | 32         | Nem jutott tovább | Nem jutott tovább | Nem jutott tovább   | Nem jutott tovább   |
| Melissa Ingram                                                    | Női 100 méteres hátúszás       | 1:01.48    | 17         | Nem jutott tovább | Nem jutott tovább | Nem jutott tovább   | Nem jutott tovább   |
| Melissa Ingram                                                    | Női 200 méteres hátúszás       | 2:10.59    | 14 Q       | 2:10.77           | 15                | Nem jutott tovább   | Nem jutott tovább   |
| Hayley Palmer                                                     | Női 50 méteres pillangóúszás   | DNS        | DNS        | Nem jutott tovább | Nem jutott tovább | Nem jutott tovább   | Nem jutott tovább   |
| Natasha Hind Amaka Gessler Sophia Batchelor Penelope May Marshall | Női 4 × 100 méteres gyorsváltó | 3:44.99    | 14         |                   |                   | Nem jutottak tovább | Nem jutottak tovább |
| Lauren Boyle Amaka Gessler Penelope May Marshall Natasha Hind     | Női 4 × 200 méteres gyorsváltó | 7:57.15    | 8 Q        |                   |                   | 7:56.55             | 8                   |

## Szinkronúszás
Női
| Versenyző                         | Esemény               | Selejtező | Selejtező | Döntő               | Döntő               |
| Versenyző                         | Esemény               | Pont      | Helyezés  | Pont                | Helyezés            |
| --------------------------------- | --------------------- | --------- | --------- | ------------------- | ------------------- |
| Kirstin Anderson                  | Egyéni rövid program  | 68.800    | 29        | Nem jutott tovább   | Nem jutott tovább   |
| Kirstin Anderson                  | Egyéni szabad program | 69.530    | 25        | Nem jutott tovább   | Nem jutott tovább   |
| Caitlin Anderson Kirstin Anderson | Páros rövid program   | 67.600    | 38        | Nem jutottak tovább | Nem jutottak tovább |
| Caitlin Anderson Kirstin Anderson | Páros szabad program  | 72.630    | 34        | Nem jutottak tovább | Nem jutottak tovább |

## Vízilabda

### Női
Keret
- Carina Harache
- Emily Laura Cox – Kapitány
- Kelly Fiona Mason
- Danielle Marie Lewis
- Amy Bettina Logan
- Alexandra Rose Boyd
- Ashley Elizabeth Smallfield
- Lauren Jane Sieprath
- Johanna Helena Theelen
- Casie Lauren Bowry
- Kirsten Patricia Hudson
- Alexandra Jasmine Myles
- Brook Ali Millar

#### B csoport
| Csapat      | M | Gy | D | V | G+ | G– | Gk  | P |
| ----------- | - | -- | - | - | -- | -- | --- | - |
| Kanada      | 3 | 3  | 0 | 0 | 43 | 17 | +26 | 6 |
| Ausztrália  | 3 | 2  | 0 | 1 | 46 | 16 | +30 | 4 |
| Új-Zéland   | 3 | 1  | 0 | 2 | 27 | 29 | −2  | 2 |
| Üzbegisztán | 3 | 0  | 0 | 3 | 14 | 68 | −54 | 0 |

| 2011. július 17. 13:30 | Új-Zéland            | 19 – 6      | Üzbegisztán | Sanghaj Nézőszám: 450 Játékvezetők: Pinker (RSA), Borrell (ESP) |
| 2011. július 17. 13:30 | (4–2, 5–1, 6–1, 4–2) |             |             | Sanghaj Nézőszám: 450 Játékvezetők: Pinker (RSA), Borrell (ESP) |
| 2011. július 17. 13:30 | Hudson 6             | Jegyzőkönyv | Halikova 3  | Sanghaj Nézőszám: 450 Játékvezetők: Pinker (RSA), Borrell (ESP) |

| 2011. július 19. 10:50 | Ausztrália           | 12 – 4      | Új-Zéland | Sanghaj Nézőszám: 450 Játékvezetők: Ni (CHN), Pinker (RSA) |
| 2011. július 19. 10:50 | (3–0, 2–0, 4–2, 3–2) |             |           | Sanghaj Nézőszám: 450 Játékvezetők: Ni (CHN), Pinker (RSA) |
| 2011. július 19. 10:50 | Ralph 3              | Jegyzőkönyv | Mason 2   | Sanghaj Nézőszám: 450 Játékvezetők: Ni (CHN), Pinker (RSA) |

| 2011. július 21. 19:40 | Új-Zéland            | 4 – 11      | Kanada   | Sanghaj Nézőszám: 500 Játékvezetők: Naumov (RUS), Alexandrescu (ROU) |
| 2011. július 21. 19:40 | (2–3, 1–4, 1–2, 0–2) |             |          | Sanghaj Nézőszám: 500 Játékvezetők: Naumov (RUS), Alexandrescu (ROU) |
| 2011. július 21. 19:40 | négy játékos 1       | Jegyzőkönyv | Csikos 4 | Sanghaj Nézőszám: 500 Játékvezetők: Naumov (RUS), Alexandrescu (ROU) |

#### A negyeddöntőbe jutásért
| 27. mérkőzés 2011. július 23. 12:10 | Hollandia            | 14 – 6      | Új-Zéland          | Sanghaj Nézőszám: 350 Játékvezetők: Balfanbajev (KAZ), Cabral (BRA) |
| 27. mérkőzés 2011. július 23. 12:10 | (6–2, 2–0, 3–3, 3–1) |             |                    | Sanghaj Nézőszám: 350 Játékvezetők: Balfanbajev (KAZ), Cabral (BRA) |
| 27. mérkőzés 2011. július 23. 12:10 | Cabout, van Belkum 3 | Jegyzőkönyv | Mason, Shieprath 2 | Sanghaj Nézőszám: 350 Játékvezetők: Balfanbajev (KAZ), Cabral (BRA) |

#### A 9–12. helyért
| 33. mérkőzés 2011. július 25. 11:20 | Új-Zéland            | 10 – 11     | Kuba             | Sanghaj Nézőszám: 300 Játékvezetők: Ni (CHN), Pinker (RSA) |
| 33. mérkőzés 2011. július 25. 11:20 | (2–3, 4–3, 3–2, 1–3) |             |                  | Sanghaj Nézőszám: 300 Játékvezetők: Ni (CHN), Pinker (RSA) |
| 33. mérkőzés 2011. július 25. 11:20 | Bowry 3              | Jegyzőkönyv | Gutierrez More 5 | Sanghaj Nézőszám: 300 Játékvezetők: Ni (CHN), Pinker (RSA) |

#### A 11. helyért
| 39. mérkőzés 2011. július 27. 09:30 | Új-Zéland            | 7 – 15      | Spanyolország | Sanghaj Nézőszám: 250 Játékvezetők: Deslieres (CAN), Cabral (BRA) |
| 39. mérkőzés 2011. július 27. 09:30 | (2–3, 1–6, 2–4, 2–2) |             |               | Sanghaj Nézőszám: 250 Játékvezetők: Deslieres (CAN), Cabral (BRA) |
| 39. mérkőzés 2011. július 27. 09:30 | Mason, Sieprath 2    | Jegyzőkönyv | Gil Sorli 7   | Sanghaj Nézőszám: 250 Játékvezetők: Deslieres (CAN), Cabral (BRA) |